# Kaplica św. Kolety w Krakowie
Kaplica św. Kolety – nieistniejąca obecnie kaplica przy klasztorze bernardynek, która znajdowała się na położonym dziś w granicach Krakowa Stradomiu przy dzisiejszej ulicy Koletek.

## Historia
Dom zakonny dla bernardynek mieszkających dotąd na podkrakowskim Kazimierz zbudowano na Stradomiu stanowiącym wówczas kazimierskie przedmieście w 1583 r. z fundacji Zygmunta Dembińskiego. Przy klasztorze istniała kaplica pw. św. Kolety, którą w 1739 r. przebudowano kosztem przełożonej Marii Russockiej. Od 1728 r. klasztor był też połączony drewnianym gankiem z oddaną koletkom kaplicy św. Anny w kościele św. Bernardyna.
W 1788 r. konwent formalnie zlikwidowano, a część sióstr przeniesiono do klasztoru przy kościele św. Józefa w Krakowie. Reszta zakonnic pozostała w klasztorze do 1823 r. i potem również przeniosła się do kościoła św. Józefa. Tam też obecnie znajduje się pochodząca z kaplicy św. Kolety figura Dzieciątka Koletańskiego. 
W 1852 r. posesję poklasztorną przejęło Krakowskie Towarzystwo Dobroczynności, które adaptowało budynki na schronisko dla sierot, a następnie znacznie rozbudowało.